# Academia de Ciencias Políticas y Sociales
La Academia de Ciencias Políticas y Sociales es una de las siete Academias de Venezuela. Es una institución de carácter público cuyo objetivo consiste en el promover el desarrollo y progreso de las ciencias políticas y sociales en general. 
Fue creada 16 de junio de 1915, y consta de 35 Individuos de Número. La elección de los Individuos de la Academia se hace entre abogados o doctores de ciencias políticas o sabios venezolanos que reúnan condiciones específicas mencionadas en la Ley sobre academia de ciencias políticas y sociales. La Academia tiene un presidente, dos vicepresidentes, un secretario, un tesorero y un bibliotecario, nombrados por ella de su propio seno y que duran un año en sus funciones. 

## Historia
Los abogados de Caracas carecieron por décadas de un centro gremial. Tras muchas deliberaciones sobre esta situación un grupo de ellos fundó lo que se llamó la "Academia de Jurisprudencia" en 1841. Esa primera versión de la Academia tuvo sede en el Convento de San Francisco y su junta directiva estuvo conformada por Francisco Aranda (Presidente), Manuel López de Umérez (Vicepresidente) y Elías Acosta (Secretario). 
Su misión era dilucidar materias y cuestiones de derecho para instrucción de sus miembros, contribuir al progreso de la jurisprudencia en el país y mejorar la imagen de la abogacía. La Academia de Jurisprudencia, sin embargo, desapareció por falta de capital y apoyo gubernamental, quedando apenas como antecedente de la actual Academia de Ciencias Políticas y Sociales, que fue inaugurada en el Paraninfo del Palacio de las Academias en 1876.
Con la ostentación y la magnificencia propia del gobierno de Antonio Guzmán Blanco, la ceremonia se inició con la bendición del salón por el señor Arzobispo, Dr. José Antonio Ponte, después de una pieza musical, tuvo lugar la colocación del retrato del Presidente al lado de los del Libertador, de Inocencio XIII y de Felipe V, el orador de Orden fue el Dr. Eduardo Calcaño. En el acto, el Rector, Dr. Pedro Medina y el Arzobispo Ponte, le otorgaron a Guzmán Blanco el título de Doctor en Jurisprudencia. La ceremonia culminó con un improvisado discurso de Guzmán Blanco. 
Su sede actual está ubicada en el antiguo recinto de la Universidad Central de Venezuela, en el Palacio de las Academias, en Caracas. El edificio lo comparte con las otras cuatro academias nacionales: la Academia Nacional de la Historia; la Academia Nacional de Medicina; la Academia Venezolana de la Lengua y la Academia de Ciencias Físicas, Matemáticas y Naturales. Para septiembre del 2017 es presidida por el Dr. Gabriel Ruan Santos. Entre 2019 y 2021 la Academia de Ciencias Políticas y Sociales fue presidida por el numerario Dr. Humberto Romero-Muci. El actual Presidente de la Academia de Ciencias Políticas y Sociales (2023 - 2025) es el Dr. Luciano Lupini

## Individuos de número
Por orden de sillón:
1. Luis Ugalde
2. José Guillermo Andueza
3. Juan Carlos Pró-Rísquez
4. José Muci-Abraham
5. Enrique Urdaneta Fontiveros
6. Luciano Lupini
7. Alberto Arteaga Sánchez
8. Jesús María Casal
9. Pedro Nikken
10. Allan Brewer Carías
11. Eugenio Hernández-Bretón
12. Carlos Eduardo Acedo Sucre
13. Luis Cova Arria
14. Humberto Romero-Muci
15. Humberto Njaim
16. Hildegard Rondón de Sansó
17. Rafael Badell Madrid
18. Henrique Iribarren Monteverde
19. Josefina Calcaño de Temeltas
20. Guillermo Gorrín Falcón
21. René de Sola
22. James-Otis Rodner
23. Ramón Escovar León
24. Cecilia Sosa Gómez
25. Román Duque Corredor
26. Gabriel Ruan Santos
27. José Antonio Muci Borjas
28. Carlos Ayala Corao
29. César Augusto Caraballo Mena
30. Alberto Baumeister Toledo
31. Emilio Pittier Sucre
32. Julio Rodríguez Berrizbeitia
33. Alfredo Morles Hernández
34. Enrique Lagrange
35. Carlos Leañez Sievert